# Pitcairnia olivaestevae
Espèce
Classification phylogénétique
Pitcairnia olivaestevae est une espèce de plantes de la famille des Bromeliaceae, endémique du Venezuela.

## Distribution
L'espèce est endémique de l'État de Trujillo au Venezuela.

## Description

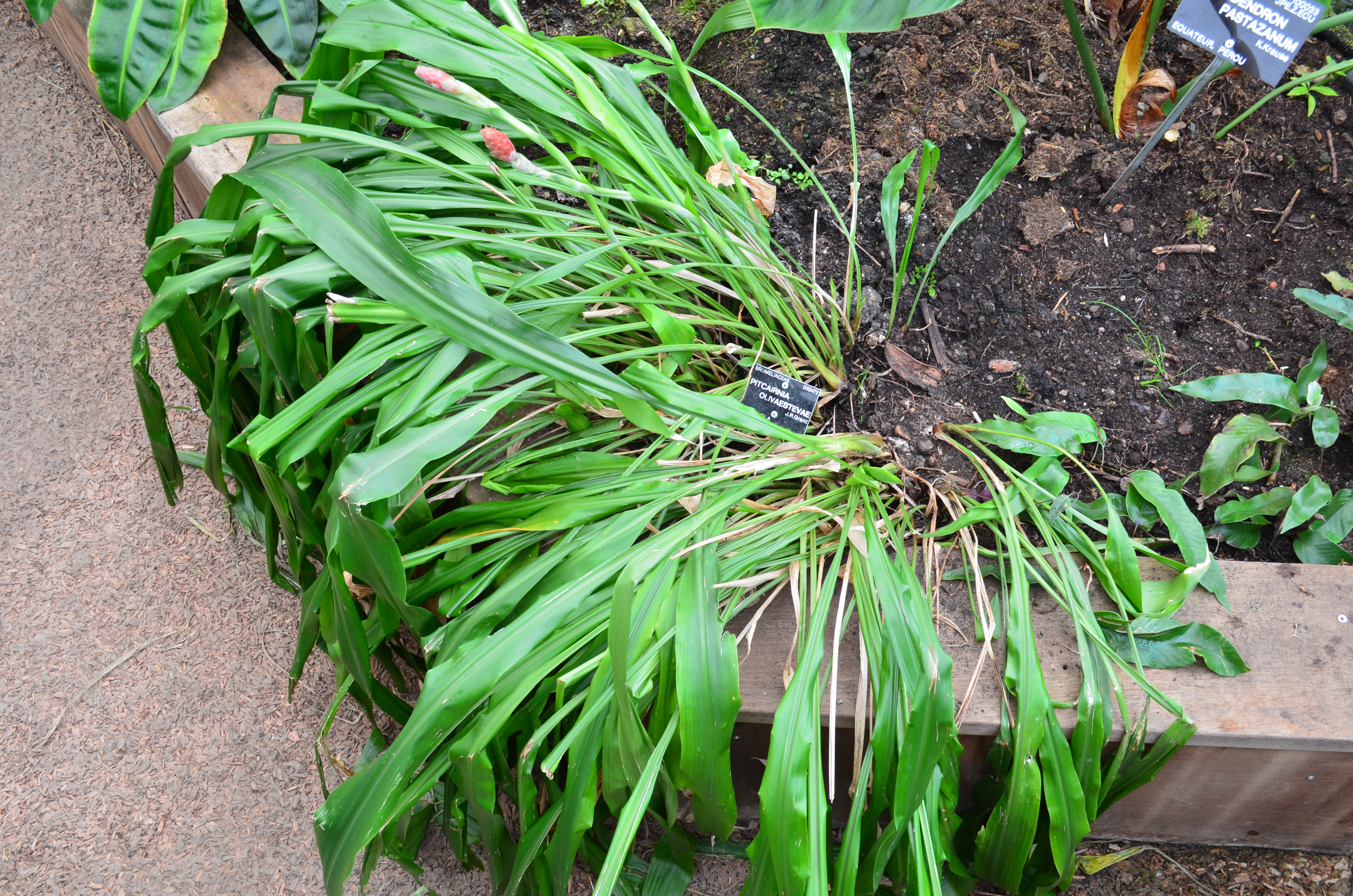
Le spécimen des serres tropicales du jardin botanique de Lyon (France) en mai 2014 au début de la floraison.